# Onneiouts
Pour les articles homonymes, voir Oneida.
Les Onneiouts (ou en anglais les Oneidas, mot dérivé de « Tiioeniote » signifiant « Peuple de la Pierre Debout ») sont une tribu de la Confédération iroquoise. Leur territoire est situé entre l'actuelle ville d'Utica (New York) et le lac Oneida. Les Iroquois s'appellent eux-mêmes « Haudenosaunee » (« Le peuple des maisons longues »), en référence à leur mode de vie communautaire ainsi qu'au style de construction de leurs habitations.
À l'origine, les Onneiouts habitaient la région qui devint plus tard l’État de New York, plus précisément vers le lac Oneida et le comté d'Oneida. Aujourd'hui, les Onneiouts ont quatre nations reconnues : deux aux États-Unis (à New York, et autour de Green Bay, Wisconsin), et deux en Ontario, Canada (à Southwold et dans la réserve des Six-Nations près de Brantford).
Le nom « Peuple de la Pierre Debout » tient son origine d’une vieille légende selon laquelle les Onneiouts se seraient métamorphosés en pierre pour échapper à une tribu ennemie qui les pourchassait : la tribu les aurait poursuivis jusque dans une clairière, où les Onneiouts se sont complètement volatilisés. Dès lors, le bruit courut qu’ils prirent l’apparence des pierres qui se trouvaient dans la clairière.

## Histoire

### Frontières du territoire d'origine
Au début du XVIIe siècle, les Onneiouts occupaient un territoire d’environ six millions d’acres, qui correspond aujourd’hui à peu près à la région centre de l’État de New York. Des frontières officielles furent établies à la suite des traités de Fort Stanwix de 1768 et 1784.

### Révolution américaine
Les Onneiouts, comme les cinq autres tribus de la Confédération iroquoise, avaient une politique de neutralité pendant la guerre d’indépendance américaine. Cela donnait à la Confédération un avantage contre les Britanniques et les Américains : il leur était possible de menacer de rejoindre l’un des deux camps en cas de provocation. Mais cette politique commune s’effrita rapidement : la plupart des Agniers, Sénécas, Cayugas, et Onondagas s’allièrent avec les loyalistes et les Britanniques. Pendant un certain temps, les Onneiouts continuèrent à défendre la neutralité et essayèrent de rétablir un consensus parmi les six tribus de la Confédération, en vain. 
De ce fait, les Onneiouts durent choisir, in fine, leur camp. La plupart d’entre eux préférèrent se battre aux côtés des colons. Ce choix s’explique par la proximité qu’ils entretenaient avec les rebelles, et par les liens tissés avec le missionnaire Samuel Kirkland. En effet, le pasteur, depuis 1764, œuvrait pour l’éducation des Onneiouts et des Tuscaroras et les aidait à lutter contre l’alcoolisme qui gangrenait leur communauté. De plus, un nombre important d'Onneiouts furent baptisés dans les années qui précédèrent la révolution. Des liens culturels s’étaient fait jour.
Les Onneiouts rejoignirent le camp des révolutionnaires, et contribuèrent à l’effort de guerre de nombreuses façons : des soldats Onneiouts avaient notamment pour mission de faire les sentinelles afin de surveiller les opérations ennemies vers le Fort Stanwix (aussi appelé Fort Schuyler) ; ils ont également fourni une ligne de communication entre les rebelles et leurs ennemis iroquois.
En 1777, lors de la bataille d'Oriskany, près de cinquante Onneiouts se battirent auprès des troupes coloniales. Parmi eux se trouvaient Tyonajanegen (en) et son mari, Han Yerry (en). 
Polly Cooper (en), une femme Onneiout, voyagea, en 1777, jusqu’à Valley Forge, en Pennsylvanie. Elle apporta, accompagnée d’autres membres de sa tribu, du maïs aux troupes affamées de George Washington et leur apprit à le cuisiner. Elle refusa l’argent de Washington qui souhaitait la remercier de sa générosité, estimant qu’il était de son devoir de servir son pays. La femme du général lui offrit alors un châle, un chapeau et un bonnet en guise de remerciements. Leur appui pendant et après la guerre a été reconnu par le Congrès.
Malgré l’alliance officielle avec les Américains, chaque individu avait la possibilité de soutenir le camp adverse ou de rester neutre. Une minorité de la tribu décida de soutenir les Britanniques. Au fil de la guerre, le nombre d’Onneiouts du côté britannique s’accrut. Quand le camp de Kanonwalohale fut détruit par les Américains, un nombre important d’Onneiouts firent défection et se déplacèrent à Fort Niagara, afin de bénéficier de la protection des Britanniques. Après la guerre, en guise de représailles, les Onneiouts furent déplacés par les Américains.

### Traité de Canandaigua (1794)
En 1794, ils signèrent, avec les autres tribus iroquoises, le traité de Canandaigua. Le traité leur accorde une terre de six millions d’acres (24 000 km2) à New York ; c’est la première réserve indienne de l’histoire des États-Unis. Les traités successifs ont peu à peu réduit la superficie du territoire : il s’étend aujourd’hui à 32 acres (0,1 km2) seulement.

### Second traité de Buffalo Creek (1838)

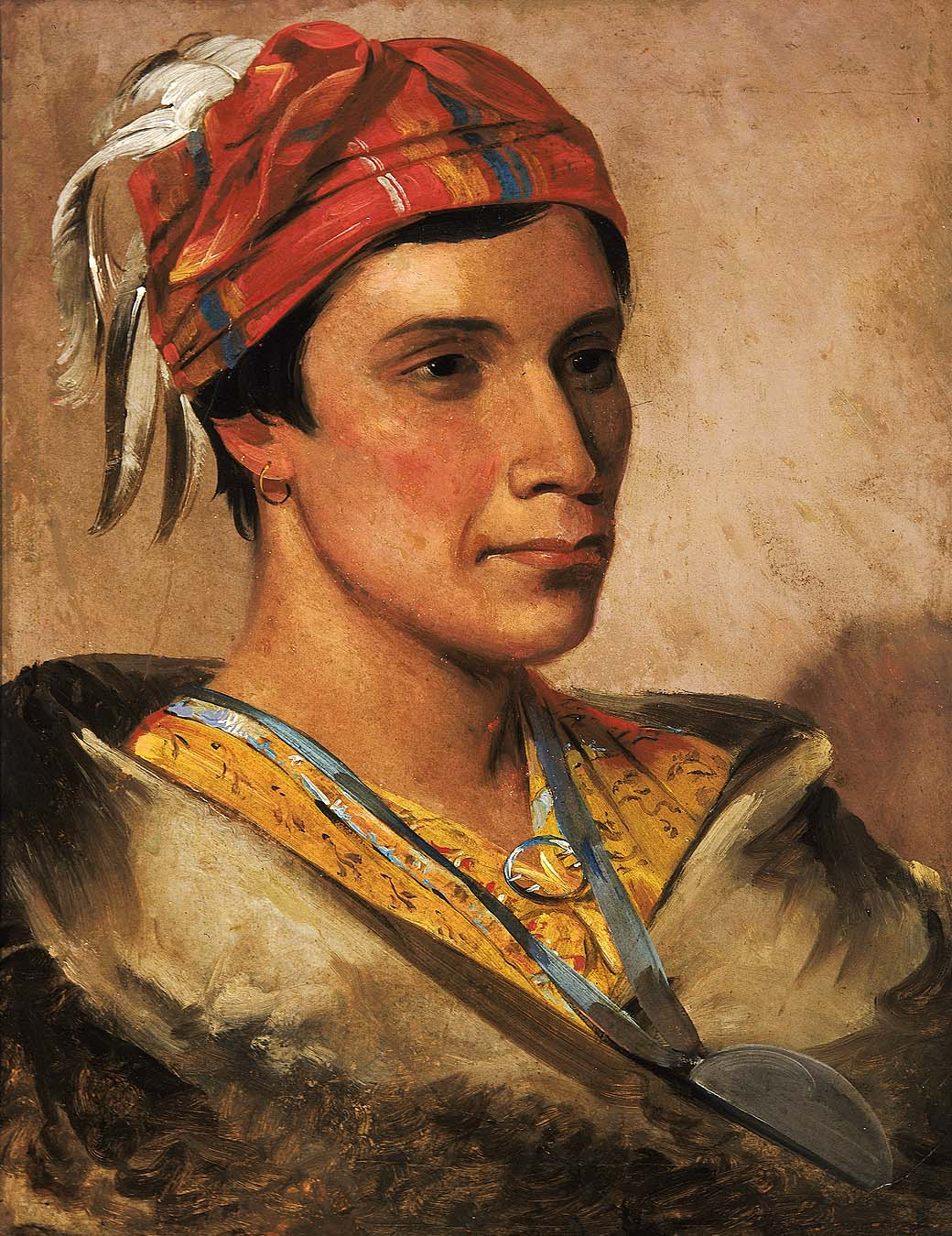
Portrait de par George Catlin.

En définitive, les Onneiouts durent s’établir dans la réserve Onondaga (en) : ils n’avaient plus de terre à eux. Au cours des années 1820 et 1830, les Onneiouts restants à New York s’établirent dans le Wisconsin, où ils avaient le droit d’acheter des terres. Certains s’installèrent au Canada, en raison de la continuelle expansion territoriale des Américains vers l’Ouest des États-Unis (cette politique aboutit à l’entérinement de l’Indian Removal Act en 1830.)
En 1838, Daniel Bread (en) (1800-1873) négocie le traité de Buffalo Creek concernant les terres accordées aux Onneiouts dans le Wisconsin.

### Revendications territoriales
Après la mort de Daniel Bread en 1873, Cornelius Hill (en), son successeur à la tête de la tribu, lutta sans relâche contre les déportations successives des Onneiouts, et contre le Dawes Act (1887), qui rendit possible la privatisation de parcelles de superficies communes.
William Rockwell (en), un conservateur, pris sa succession à sa mort en 1907, jusqu’en 1960.
Au début du XXe siècle, des femmes Onneiouts ont milité contre la dépossession de leurs terres. Laura Cornelius Kellogg et son mari avocat, Mary Cornelius Winder et Delia Cornelius Waterman ont été particulièrement influents dans le combat pour les terres des Onneiouts.
Après l’Indian Reorganization Act (1934), Winder et sa sœur ont cherché à fédérer les Onneiouts du Wisconsin et de New York autour d’une tentative de revendication territoriale. À cette époque, les derniers Onneiouts de New York n’avaient pas de terre, et de ce fait, ils devaient vivre dans la réserve des Onondagas.
Le vote de l’Indian Claims Commission Act (1946) les a davantage encouragés à poursuivre dans cette voie ; en effet, avant cette loi, il n’était pas possible pour les Amérindiens de faire des réclamations fondées en droit.
En 1970 et 1974, la Nation Onneiout de New York (en), la Nation du Wisconsin (en), et la Nation de la rivière Thames (en) intentèrent un procès au United States District Court for the Northern District of New York (en) dans le but de récupérer les terres qui leur avait été saisies par l’État de New York sans l’accord du Congrès des États-Unis.
En 1998, les États-Unis intervinrent pour le compte des plaignants afin que la plainte contre l’État de New York puisse aboutir. Néanmoins, l’État bénéficiait d'une immunité de juridiction grâce au onzième amendement de la Constitution des États-Unis. Les parties civiles demandèrent à ce que l'affaire soit jugée selon une procédure simplifiée basée sur une décision de la Cour Suprême dans le procès Sherrill v. Oneida Indian Nation et la décision de la Cour d’appel de deuxième instance dans le procès Cayuga Indian Nation v. New York.
Le 21 mai 2007, le juge Khan rejeta la demande des Onneiouts de récupérer leurs terres, mais valida la possibilité d’un dédommagement financier en raison des préjudices subis.

## Culture

### Alimentation
Durant l’automne, les Onneiouts séchaient les fruits et légumes qu’ils récoltaient pour pouvoir les manger durant l’hiver. Ils conservaient également la viande avec de la saumure ou une solution saline ou l’étendaient afin de la faire sécher. 
Pendant l’automne ils mangeaient du chevreuil, de l’oie, du canard et du raton laveur. Le régime alimentaire hivernal des Onneiouts comprenait également des noix de pécan, des noisettes, des noix, du riz sauvage… Tous ces aliments les aidaient à tenir pendant les rudes hivers d’Amérique du Nord.
Dès que le temps s’adoucissait et que la neige fondait, leur alimentation faisait la part belle aux oignons, aux poireaux, aux asclépiades, et autres pissenlits. Au printemps, la saison de pêche pouvait débuter : ils consommaient alors la truite, le silure, le brochet, le saumon, le bar. C’était en outre le moment de récolter la sève des érables pour en faire des sirops (pour les boire tels quels ou les intégrer à des recettes) et des bonbons à croquer. 
En juin, venait la saison des fraises, myrtilles, mûres, framboises, poires, prunes, pêches, pommes et raisin. Ils consommaient également du sassafras, qu’ils mettaient dans le thé.

### Danse
Il y a deux types de danses chez les Onneiouts : la danse sociale et cérémoniale. La danse sociale est faite pour tout le monde, tandis que la danse cérémoniale est sacrée et ne doit pas être dansée en dehors des maisons longues. Les danses du sirop d’érable, de la fraise, du haricot, du soleil et de la lune sont différents types de danse cérémoniale. Des chants les accompagnent. Si un danseur est invité à danser mais qu’il décline, l’étiquette exige qu’il offre du tabac afin de régler le différend.

## Nations Onneiouts reconnues
- Nation Onneiout (en) à New York
- Nation Onneiout du Wisconsin (en), à Green Bay, Wisconsin
- Nation Onneiout de la rivière Thames (en) à Southwold, Ontario
- Nation Onneiout à la réserve indienne des Six-Nations, Ontario

## Onneiouts célèbres
- Aaliyah, chanteuse américaine d’origine onneiout et afro-américaine.
- Carl J. Artman (en), secrétaire adjoint du Bureau des Affaires Indiennes.
- Daniel Bread (en), chef des Onneiouts.
- Polly Cooper (en), figure influente dans la Révolution Américaine.
- Graham Greene, acteur.
- Charlie Hill, comédien.
- Laura Cornelius Kellogg, activiste.
- Chester Poe Cornelius, avocat et activiste.
- Lillie Rosa Minoka Hill (en), médecin mohawk devenue plus tard Onneiout.
- Cody McCormick, joueur professionnel de hockey pour l’équipe Colorado Avalanche.
- Gino Odjick, joueur professionnel de hockey.
- Neilson Powless, cycliste professionnel.
- Schénando, « chef de pin » durant la Révolution Américaine.
- Joanne Shenandoah (en), chanteuse primée.
- Dennison Wheelock (en), compositeur, joueur de cornet et chef d’orchestre.
- James Riley Wheelock (en), musicien, chef d’orchestre, joueur de clarinette.
- Tyonajanegen (en), figure influente de la Révolution américaine.
- Nyla Rose, catcheuse luttant à l'AEW